# Odia Coates
Pour les articles homonymes, voir Coates.
Odia Coates (née le 13 novembre 1941 et morte le 19 mai 1991) est une chanteuse américaine.

## Biographie
Fille d'un pasteur évangélique, elle est née à Vicksburg, dans le Mississippi (États-Unis), mais sa famille déménage rapidement à Watts, un quartier de Los Angeles en Californie. Très tôt, elle se met à chanter dans la chorale de l'église et elle finit par faire partie de la Southern California State Youth Choir.
On se souvient surtout d'Odia Coates pour son duo avec Paul Anka intitulé (You're) Having my Baby qui s'est hissé à la première place des charts américains en 1974. Ils ont enregistré plusieurs autres duos qui ont aussi eu beaucoup de succès, comme One Man Woman/One Woman Man (1974) et en 1975 I don't Like to Sleep Alone et There's Nothing Stronger than Our Love. Elle a eu un succès moins important en solo avec la chanson écrite par Anka You come And you go. Elle a néanmoins connu un autre tube avec John Denver en 1971 qui s'appelait Country Roads.
Odia Coates est morte en 1991 d'un cancer du sein, à l'âge de 49 ans.